# Strade federali in Germania
Le strade federali in Germania (in tedesco Bundesstraßen) sono le strade che appartengono alla categoria delle "strade federali a lunga percorrenza" (Bundesfernstraße) senza essere autostrade.
Le strade federali possono avere tratti di attraversamento dei centri abitati.